# Pocillopora effusus
Pocillopora effusus là một loài san hô trong họ Pocilloporidae. Loài này được Veron mô tả khoa học năm 2002.